# Nantillois
 Nantillois  es una población y comuna francesa, en la región de Lorena, departamento de Mosa, en el distrito de Verdún y cantón de Montfaucon-d'Argonne.

## Demografía
| 129 | 121 | 91 | 90 | 81 | 73 |
| Para los censos de 1962 a 1999 la población legal corresponde a la población sin duplicidades (Fuente: INSEE [Consultar]) |     |    |    |    |    |